# 免役法
募役法，又稱免役法，是熙宁四年（1071年）宋神宗在位期间王安石变法中的一项法令。
在中国古代自秦朝始，农民每年都要服徭役。而募役法的颁布使得原来必须轮流充役的农民可以选择以交钱代替服徭役。由官府出钱雇人充役。
宋朝的募役法是在唐朝的基础上制定的，原行差役法，将唐朝的赋役制度“租庸调”中“调”的限定由每年缴纳“绢（或绫、拖）二丈、绵三两，或布二丈五尺，麻三斤”改为了直接收钱。
此项制度为王安石变法中财政改革的一项重要制度。王安石对免役法颇为自得：“免役之法，出于《周官》府史胥徒，《王制》所谓‘庶人在官’者也。然而九州之民，贫富不均，风俗不齐，版籍之高下不足据。今一旦变之，则使之家至户到，均平如一。”需要指出的是，此法令使得原本拥有免役特权的大官僚大地主阶级也不得不交钱，这直接触动了他们的利益，御史中丞杨绘認為有「五难」，熙寧四年（1071）七月，监察御史刘挚列举「十害」，曾布据理反驳，免役法终于推行下去。但由於地主的反對，为日后王安石变法的失败埋下了伏笔，《文献通考·职役考》按语：“盖熙宁之征免役钱也，非专为供乡户募人充役之用而已，官府之需用，吏胥之廪给，皆出于此，……是假免役之名以取之，而复他作名色以役之也。”
早期苏轼反对募役法，他说，“自古役人之必用乡户，犹食之必用五谷……行地之必用牛马，虽其间或有以它物充代，然终为天下所可常行”，还说“士大夫捐亲戚弃坟墓，以从官于四方者，宣力之余，亦欲取乐……若厨傅萧然，则似危邦之陋风，恐非太平之圣观”，但後來蘇軾在和民间接触之后认识到新法的可行和有效，認為免役法確實可行。十餘年後發生元祐更化，侍御史刘挚、监察御史王岩叟等人在元祐元年正月多次上书说免役法不可行，须恢复差役法。元祐元年（1086年）二月，司马光亦上书指责免役法之弊。對此蘇軾表示反對司馬光廢除免役法，批評其“專欲變熙寧之法，不復較量利害，參用所長”。朱熹认为：“温公忠直，而于事不甚通晓。如免役法，七八年间直是争此一事。他只说不合令民出钱，其实不知民自便之。”